# Klett Gruppe
Klett Gruppe (ou Ernst Klett Aktiengesellschaft) est l'un des plus importants groupes éditoriaux allemands, spécialisé depuis plus d'un siècle dans le manuel scolaire, le soutien scolaire et pédagogique multiniveaux.

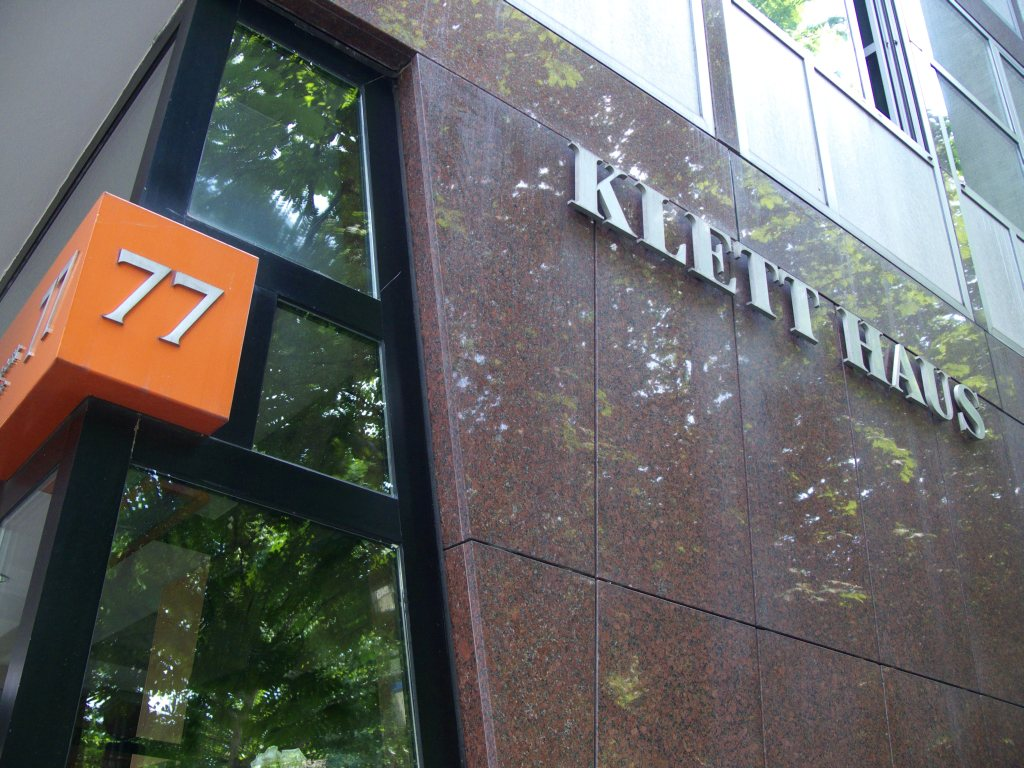
Siège de Ernst Klett AG à Stuttgart

Le groupe comprend 60 marques, dont la plus importante est Ernst Klett Verlag, soit plus de 3 100 nouveautés par an, et est présent dans 16 régions allemandes.
Le chiffre d'affaires dépassait en 2015 les 495 millions d'euros. Depuis cette date, le groupe croit rapidement, avec notamment le rachat de Swiss International School et de l'éditeur de manuels scolaires néerlandais Thieme-Meulenhoff : en 2018, le chiffre d'affaires atteint 750 millions d'euros et l'effectif des salariés s'établit à 6000.
Basé à Stuttgart depuis sa fondation en 1897 par Ernst Klett (1863-1947), il fut ensuite dirigé par son fils Roland (1929-2005) et enfin, indirectement, par son petit-fils, Michaël (né en 1938), lequel siège au conseil d'administration. Ce groupe est l'une dès dernières structures familiales allemandes indépendantes dans un domaine, l'édition, largement dominé par des géants comme Bertelsmann.